# Hållö

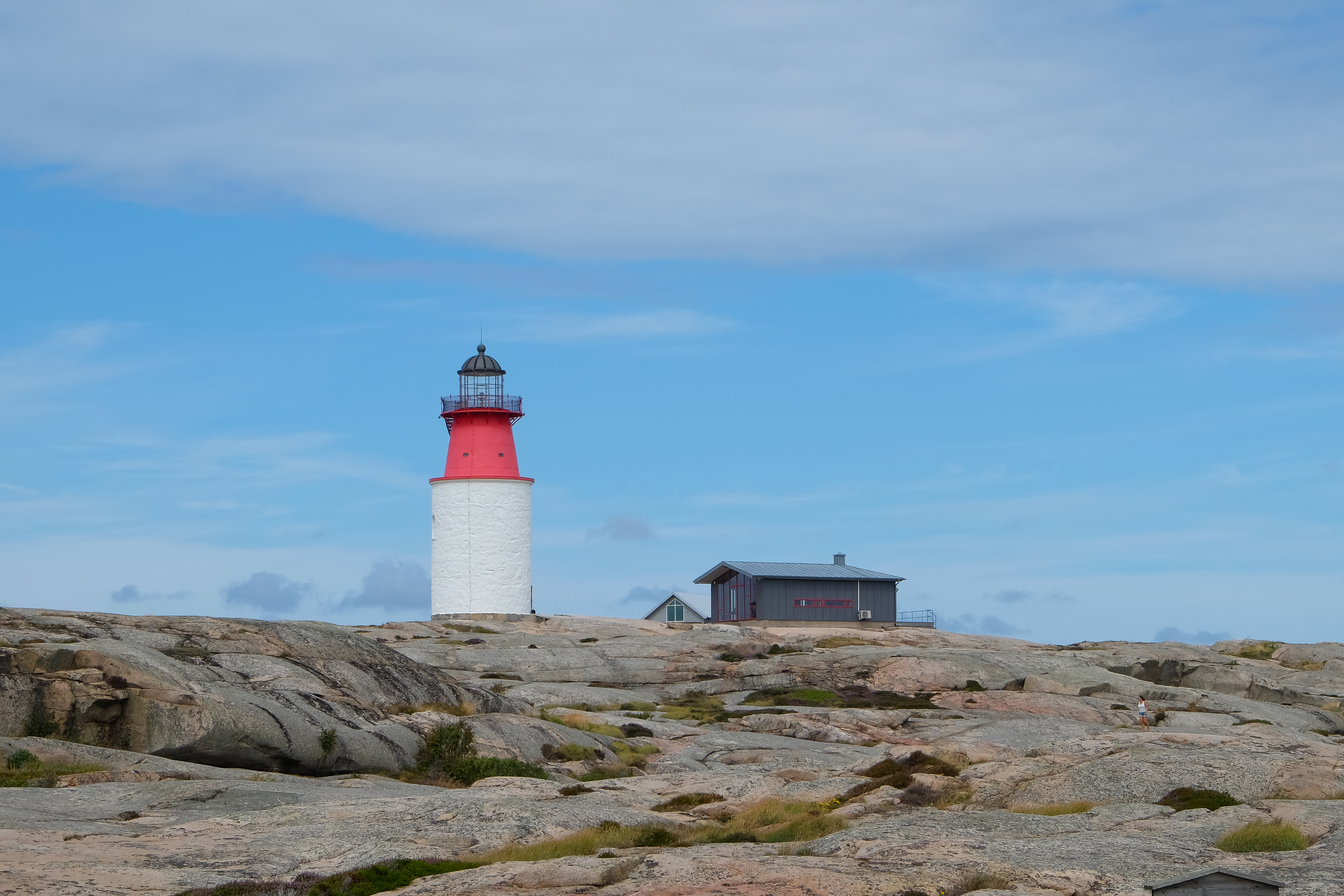
Hållö fyr, med kapellet (tidigare maskinhuset) till höger

Hållö är en ö i Bohuslän, nära Smögen och Kungshamn. Hållö tillhör Smögens församling och Sotenäs kommun. På ön står Hållö fyr, som är Bohusläns äldsta. Ön kan nås med Hållöfärjan som avgår från Smögenbryggan, samt med Hållöexpressen som avgår från Bäckevikstorget i Kungshamn.

## Geografi
På Hållö finns flera badklippor, mest känd är Marmorbassängen som ligger på öns västra sida. Denna bassäng är känd för att ha väldigt fint, turkosblått och klart vatten. Söder om denna ligger vad som heter Kålhageklåvan, en plats där fyrvaktarna, som tidigare bodde på ön, odlade grödor så gott det gick i den magra jorden. I närheten finns även Slätte hälla, ett förut sammanhängande skikt som bröt loss av återkommande frostsprängning, brottsjöar och vågor under årens lopp. Dessa skalade av berget och lämnat en stor plan häll med en ravin av stenar bredvid. Söder om Slätte hälla finns även två jättegrytor, varav den ena är över fyra meter djup.
Ön ingår som en del i Hållöarkipelagens naturreservat.

## Övrigt

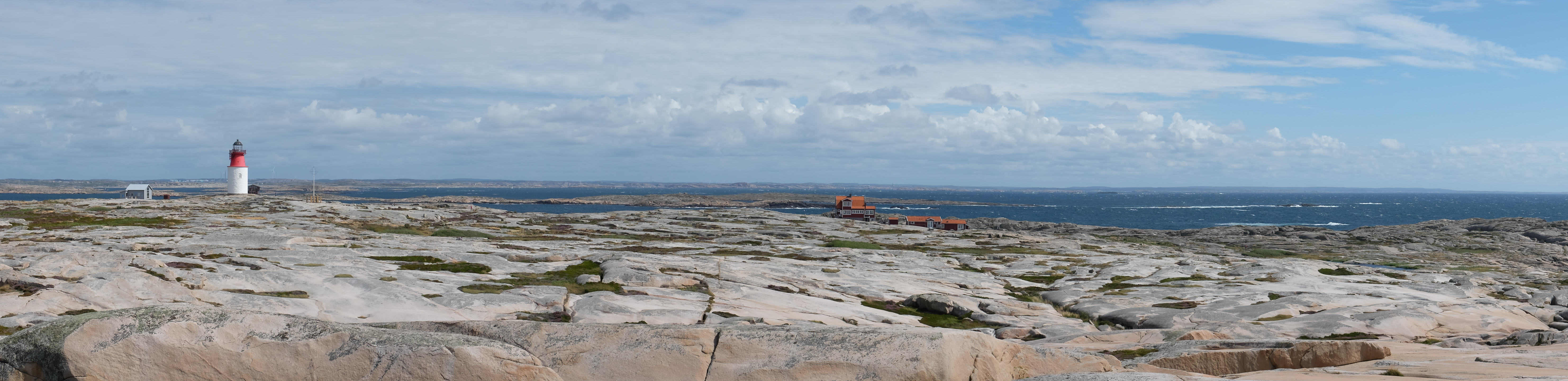
Panorama över Hållö fyr och vandrarhemmet - vy söderut

I det gamla radiopejlingshuset söder om fyren ligger idag ett vandrarhem. Det tidigare maskinhuset köptes 2007 av Hållö kapellförening och gjordes om till ett kapell. Maskinhuset ritades om till kapell av arkitekten Rolf Åsberg från Göteborg.
Under andra världskriget störtade en DC-3:a, SE-BAG, på Hållö efter att ha skjutits ner av tyskt flyg.

## Väder

### Temperatur
| Medeltemperatur (°C) | Jan   | Feb   | Mar  | Apr | Maj   | Jun  | Jul  | Aug   | Sep   | Okt  | Nov  | Dec   | Åm   |
| -------------------- | ----- | ----- | ---- | --- | ----- | ---- | ---- | ----- | ----- | ---- | ---- | ----- | ---- |
| 2005                 | ---   | ---   | ---  | --- | ---   | ---  | 18,2 | 16,5  | 14,8  | 11,0 | 7,4  | 2,9   | ---  |
| 2006                 | -0,6  | -0,6  | -2,0 | 5,2 | 11,6* | 14,5 | 19,5 | 18,5  | 16,6  | 12,8 | 9,1  | 8,3   | 9,4  |
| 2007                 | 5,2   | 1,3   | 7,0  | 9,5 | 12,6  | 17,8 | 17,3 | 19,7* | 14,1  | 9,8  | 5,4  | 3,9   | 10,3 |
| 2008                 | 3,7   | 4,2   | 2,8  | 7,1 | 12,3  | 15,1 | 18,0 | 17,0* | 13,2* | 10,6 | 6,1  | 2,7   | 9,4  |
| 2009                 | 1,4*  | 1,0   | 2,9  | 8,2 | 11,4  | 14,9 | 17,4 | 17,0  | 14,8  | 7,7  | 6,5  | -0,2  | 8,6  |
| 2010                 | -5,7* | -4,2  | 1,6* | 6,1 | 10,3  | 14,1 | 17,5 | 16,9  | 13,0  | 8,7  | 1,7  | -5,3* | 6,2  |
| 2011                 | 0,1   | -2,0  | 1,9  | 7,8 | 10,9  | 14,7 | 17,9 | 17,0  | 14,4  | 10,7 | 7,4* | 5,2   | 8,8  |
| 2012                 | 1,8   | -0,5* | 4,8  | 5,8 | 11,8  | 13,1 | 16,4 | 17,0  | 13,2  | 9,0  | 6,3  | -2,2* | 8,0  |
| 2013                 | -1,1  | -1,2  | -0,8 | 4,6 | 12,2  | 14,5 | 17,5 | 17,4  | 14,0  | 10,4 | 7,0  | 6,1   | 8,4  |
| 2014                 | 0,4   | 3,0   | 5,3  | 8,2 | 11,6  | 15,7 | 20,1 | 17,1  | 14,9  | 11,6 | 6,9  | 4,0   | 9,9  |
| 2015                 | 3,9*  | 3,2*  | 4,6  | 7,2 | 9,7   | 13,3 | 15,7 | 17,8  | 14,5  | 10,1 | 8,0  | 6,6   | 9,0  |
| 2016                 | -1,0  | 2,2   | 3,8  | 6,8 | 12,6  | 16,7 | 17,2 | 16,5  | 16,7  | 8,7  | 4,6  |       |      |

### Nederbörd
| Nederbörd (mm) | Jan  | Feb  | Mar   | Apr  | Maj   | Jun  | Jul   | Aug   | Sep   | Okt   | Nov   | Dec   | Åm   |
| -------------- | ---- | ---- | ----- | ---- | ----- | ---- | ----- | ----- | ----- | ----- | ----- | ----- | ---- |
| 2005           | ---  | ---  | ---   | ---  | ---   | ---  | 43,8  | 42,2  | 15,2  | 29,0  | 32,2  | 12,2  | ---  |
| 2006           | 3,4  | 2,0  | 6,2   | 19,8 | 11,8* | 23,6 | 13,6  | 32,2  | 19,0  | 45,2  | 25,6  | 16,7  | 16,8 |
| 2007           | 17,2 | 0,8  | 8,4   | 4,8  | 18,2  | 53,2 | 53,8  | 13,2* | 14,8  | 7,6   | 14,4  | 30,8  | 19,8 |
| 2008           | 38,2 | 14,0 | 14,6  | 18,0 | 5,4   | 10,8 | 15,2  | 36,0* | 26,6* | 34,0  | 34,8  | 9,6   | 21,4 |
| 2009           | 4,2* | 4,0  | 7,2   | 6,4  | 22,2  | 31,8 | 109,2 | 36,9  | 16,0  | 28,6  | 48,2  | 21,2  | 28,0 |
| 2010           | 0,0* | 8,0  | 14,0* | 9,8  | 10,2  | 20,0 | 59,0  | 55,8  | 31,4  | 23,8  | 23,6  | 5,6*  | 21,8 |
| 2011           | 6,4  | 9,8  | 7,4   | 16,2 | 17,6  | 27,4 | 38,6  | 61,2  | 44,6  | 14,4  | 10,8* | 37,0  | 24,3 |
| 2012           | 23,8 | 5,8* | 1,2   | 28,4 | 23,2  | 36,0 | 20,4  | 16,2  | 48,2  | 39,6  | 27,2  | 10,8* | 23,4 |
| 2013           | 7,4  | 2,4  | 0,0   | 12,4 | 26,6  | 35,6 | 12,2  | 18,0  | 34,2  | 52,8  | 26,6  | 31,0  | 21,6 |
| 2014           | 16,0 | 27,3 | 8,4   | 28,6 | 26,0  | 13,8 | 18,0  | 49,8  | 19,0  | 105,0 | 26,2  | 25,2  | 30,3 |
| 2015           | 33,8 | 11,0 | 13,2  | 15,2 | 31,8  | 20,4 | 33,6  | 40,2  | 71,4  | 0,8   | 39,2  | 18,2  | 27,4 |
| 2016           | 11,0 | 8,6  | 11,2  | 28,8 | 14,8  | 34,4 | 36,6  | 24,0  | 15,6  | 8,2   | 18,8  |       |      |

"Åm" står för årsmedel
* För maj 2006 saknas datumen 22, 26 samt 27. För augusti 2007 saknas datumen 28-31. För augusti 2008 saknas datumet 27. För september 2008 saknas datumen 29-30. För januari 2009 saknas datumen 30-31. För januari 2010 saknas datumen 20, 21 samt 27. För mars 2010 saknas datumet 11. För december 2010 saknas datumen 30-31. För november 2011 saknas datumet 30. För februari 2012 saknas datumet 29. För december 2012 saknas datumet 31. För januari 2015 saknas temperaturdata för datumen 15-19 och 26-31. För februari 2015 saknas temperaturdata för datumen 3-6.
Källa: Utpost Hållö, förening som driver en väderstation på Hållö.